# 切帕洛尼
切帕洛尼（義大利語：Ceppaloni），是意大利贝内文托省的一个市镇。总面积23.7平方公里，人口3391人，人口密度143.1人/平方公里（2009年）。ISTAT代码为062022。